# Havas Village Ukraine
Havas Village Ukraine — міжнародна рекламно-комунікаційна група, що є частиною мережі Havas Group та спеціалізується на створенні інтегрованих кампаній для клієнтів у різних галузях.
До групи агенції належать:
- Havas Ukraine — агенція креативного маркетингу, креативна агенція групи. Спеціалізація агенції: розробка бренд-стратегій, бренд-айдентики, комунікаційних кампаній.
- Havas Engage — агенція комплексних маркетингових рішень з експертизою у сфері маркетингових сервісів, івент-маркетингу, креативу та комунікацій.

- Havas Digital Kyiv — діджитал агенція повного циклу, чия спеціалізація: стратегії, креатив, медіа і технологічні рішення.
- Havas PR — PR-агенція повного циклу, яка розробляє та впроваджує комплексні комунікаційні рішення.
- Forward Media – медійне агентство, що пропонує рекламні кампанії клієнтів, медіа-стратегії і креатив. Має власний напрямок Data Science, який включає в себе дослідження аудиторії і медіа, а також економетричне моделювання рекламних кампаній.

## Історія
Перша агенція групи була заснована у 1994 році під назвою Euro RSCG New Europe. 2004 рік – відкриття ще двох агенцій – Euro RSCG Kyiv та Euro RSCG 4D.
У 2012 році було проведено ребрендинг: Euro RSCG стає Havas. Згодом були засновані вузькоспеціалізовані агенції: Havas Digital та Havas PR. Тоді ж булo заснованo data-science агенцію Havas Helia.
У 2015 році створено Havas Creative Group Ukraine, під якою об’єдналося п’ять агенцій. У 2018 році до групи доєдналась агенція Forward Media.
У 2021 році було проведено ребрендинг з групи агенцій Havas Creative Group Ukraine на Havas Village Ukraine.

## Нагороди та рейтинги
Загалом за час своєї діяльності компанія отримала понад 60 нагород, серед яких Effie Awards, WOW Awards, призові на Київському міжнародному фестивалі реклами тощо.
У 2002 році  Euro RSCG Kyiv здобули Gold Summit Awards за рекламну кампанію бренду Мягков.
У 2007 році  Euro RSCG Kyiv здобули гран-прі на Національного конкурсу реклами UA*Expert  за телевізійну рекламу та рекламу в кінотеатрах для бренду «Рево». За цю ж рекламну кампанію група здобула гран-прі на Effie Awards Ukraine 2007 бронзу в номінації «Інтерактивна реклама» на 8-му Київському Міжнародному Фестивалі реклами та перше місце в Національному конкурсі реклами KAKADU Аwards.
У 2010 році за ребрендинг компанії «КОНТІ» та її продуктів Euro RSCG здобули два золота та срібло на Effie Awards Ukraine 2010, увійшли в шорт-лист Міжнародного фестивалю реклами Ad Stars 2010, та виграли два срібла на Київському міжнародному фестивалі реклами.
З 2013 по 2015 рік Havas Engage та Havas Engage Ukraine  згідно з доходами входили до першої трійки рейтингу агентств маркетингових сервісів України.
У 2014 році компанія Havas Ukraine здобула срібну та бронзову нагороди в номінації «Послуги і товари для дітей» від Effie Awards.
У 2017-му агенція здобула Effie Awards за кампанію для ROZETKA.UA.
2019 року Havas отримав срібло Effie Awards за рекламну кампанію для Moneyveo, увійшов до шортлисту Kakadu Awards за друковану рекламу для Wellness Centre Artevilla.
У 2020 році агенція здобула Effie Awards за рекламну кампанію для Moneyveo.
У 2022 та 2023 роках Havas Engage входить у трійку маркетингових агенцій з найбільшим прибутком.

## Благодійність
З першого дня повномасштабної війни співробітники компанії розгорнули інформаційні кампанії з протидії дезінформації та російських ІПСО, а також з метою інформування міжнародних партнерів про ситуацію в Україні. Також для групи залишалась пріоритетом безпека співробітників і членів їхніх сімей. З весни 2022-го Havas Village створили медичний та emergency фонди для допомоги команді у скрутних ситуаціях.
Навесні 2023 Havas Village разом із партнерами заснували фонд AIDA, який спеціалізується на вирішенні гуманітарних потреб цивільних і військових, постраждалих внаслідок бойових дій. Метою Фонду є підтримка українського народу, захисників та суспільства в умовах тривалої російської агресії.
За час існування фонду було реалізовано багато проєктів, зокрема 17 вересня за підтримки фонду AIDA, в музеї сучасного мистецтва міста Болонья, відбувся перформанс української художниці Марії Прошковської під назвою «Farina». У цьому проєкті мисткиня вдалася до нескінченного циклу роботи з ручним жорном і протягом 5 годин безупинно робила перед глядачами борошно з українського зерна, спаленого прямим потраплянням російської ракети. Перформанс мав на меті розповісти світу про те, якою ціною Україні дається кожна зернина.
Також у 2023 році Havas Ukraine стали креативним партнером Social Camp Odesa — першого щорічного форуму для волонтерської спільноти. Ініціатива націлена на розвиток волонтерського середовища та пошук креативних рішень для допомоги гуманітарній сфері.
Фонд AIDA також на постійній основі надає допомогу Головному клінічному госпіталю у Києві, в тому числі ремонтуючи приміщення шпиталю.